# Liste der Wegekreuze und Bildstöcke in Aachen-Haaren
Die Liste der Wegekreuze und Bildstöcke in Aachen-Haaren listet die Flur- und Wegekreuze sowie die Bildstöcke mit ihrer jeweiligen persönlichen Geschichte – soweit bekannt – im Stadtbezirk Haaren ohne Anspruch auf Vollständigkeit auf.
| Standort                                                 | Datierung    | Beschreibung/Inschrift | Bild           |
| -------------------------------------------------------- | ------------ | --- | -------------- |
| Akazienstraße (Lage)                                     | 2015         | Nachbildung des ehemaligen und 1944 zerstörten Haarener Kreuzes auf dem Haarberg im Maßstab 1:10 durch Franz Josef Heuser und Wilfried Koerens. In den oberen Nischen befinden sich Szenen aus dem Leben und Leiden Christi: Geburt, Kreuzigung, Auferstehung und Himmelfahrt. Die unteren Nischen zeigen die vier Pfarrpatrone St. Germanus, St. Hubert, St. Elisabeth und St. Martin. |                |
| Endstraße, Ortsteil Verlautenheide (Lage)                | 19. Jh.      | Blausteinkreuz mit metallenem kleinen Korpus. Hoher Steinsockel mit eingemeißeltem kleinen Kreuz |                |
| Feuerwehrpark (Lage)                                     | unbekannt    | Großes Steinkreuz im barocken Stil mit abgerundeten Ecken und großem Korpus; hoher mehrfach abgestufter Sockel. Ehemaliges Friedhofskreuz, keine Inschrift. |                |
| Haarberg (Lage)                                          | 1972         | Haarener Kreuz; Haarbergkreuz. Ursprüngliches Kreuz von 1891 als 14-Meter hohes Steinkreuz von Johann Georg Gilliam aus Haaren gestiftet und von dem Architekten Heinrich van Kann entworfen. Im Oktober 1944 durch den Zweiten Weltkrieg komplett zerstört; 1947 zunächst durch ein Holzkreuz und 1972 durch das heutige Stahlkreuz ersetzt.                                           | weitere Bilder |
| Heider-Hof-Weg, Ortsteil Verlautenheide (Lage)           | Ende 19. Jh. | Steinkreuz mit kleinem dunklem Korpus. Moderner altarartiger Unterbau wurde später hinzugefügt. Pax-Zeichen am Fuß des Hauptsockels |                |
| Kahlgrachtstraße, Ortsteil Verlautenheide (Lage)         | unbekannt    | Holzkreuz mit kleinem Korpus und Giebeldach |                |
| Kleinheidstraße, Ortsteil Verlautenheide (Lage)          | unbekannt    | Großes Steinkreuz mit Korpus und altarartigem Vorbau |                |
| Krefelder Straße 276 (Lage)                              | unbekannt    | schmales hohes Holzkreuz ohne Korpus an der Fassade des Hauses „Strangenhäuschen“ |                |
| Verlautenheidener Straße, Ortsteil Verlautenheide (Lage) | Ende 19. jh. | Großes Holzkreuz, früher Kalksteinkreuz, mit Korpus, Blausteinsockel, moderner altarartiger Vorbau hinzugefügt |                |
| Würselener Straße (Lage)                                 | Ende 19. Jh. | Steinkreuz ohne Korpus auf altarartigem Unterbau aus Blaustein. Davor in früheren Jahren eine schmiedeeiserne Umfriedung. Inschrift: „Darin haben wir erkannt die Liebe. Daß er für uns Sein Leben eingesetzt hat. Joh. 3.16“ |                |